# تور دوچرخه‌سواری امیلیا
تور دوچرخه‌سواری امیلیا یک مسابقهٔ دوچرخه‌سواری یک‌روزه است که به صورت سالانه در ایتالیا برگزار می‌شود. این مسابقه در سال ۱۹۰۹ راه‌اندازی شده‌است و از سال ۲۰۰۵ با درجهٔ استثنایی (HC) در تور دوچرخه‌سواری اروپا گنجانده شده‌است.

## برندگان چندگانه
| رکابزن                  | پیروزی | دوره‌ها                       |
| ----------------------- | ------ | ---------------------------- |
| کستانته جیراردنگو (ITA) | ۵      | ۱۹۱۸، ۱۹۱۹، ۱۹۲۱، ۱۹۲۲، ۱۹۲۵ |
| فائوستو کوپی (ITA)      | ۳      | ۱۹۴۱، ۱۹۴۷، ۱۹۴۸             |
| جانی موتا (ITA)         | ۳      | ۱۹۶۸، ۱۹۶۹، ۱۹۷۱             |
| داویده کاسانی (ITA)     | ۳      | ۱۹۹۰، ۱۹۹۱، ۱۹۹۵             |
| آدولفو لئونی (ITA)      | ۲      | ۱۹۴۲، ۱۹۴۶                   |
| لوچانو ماجینی (ITA)     | ۲      | ۱۹۵۰، ۱۹۵۱                   |
| جینو بارتالی (ITA)      | ۲      | ۱۹۵۲، ۱۹۵۳                   |
| نینو دفیلیپیس (ITA)     | ۲      | ۱۹۵۴، ۱۹۵۵                   |
| برونو مونتی (ITA)       | ۲      | ۱۹۵۶، ۱۹۵۷                   |
| دیگو رونکینی (ITA)      | ۲      | ۱۹۵۸، ۱۹۶۱                   |
| میکله دانچلی (ITA)      | ۲      | ۱۹۶۵، ۱۹۶۷                   |
| فرانکو بیتوسی (ITA)     | ۲      | ۱۹۷۰، ۱۹۷۳                   |
| فرانچسکو موزر (ITA)     | ۲      | ۱۹۷۴، ۱۹۷۹                   |
| پیرینو گاواتزی (ITA)    | ۲      | ۱۹۸۱، ۱۹۸۲                   |
| میکله بارتولی (ITA)     | ۲      | ۱۹۹۶، ۲۰۰۲                   |
| جیلبرتو سیمونی (ITA)    | ۲      | ۲۰۰۰، ۲۰۰۵                   |
| داویده ربلین (ITA)      | ۲      | ۲۰۰۶، ۲۰۱۴                   |
| روبرت خسینک (NED)       | ۲      | ۲۰۰۹، ۲۰۱۰                   |